# 질리안 모게즈

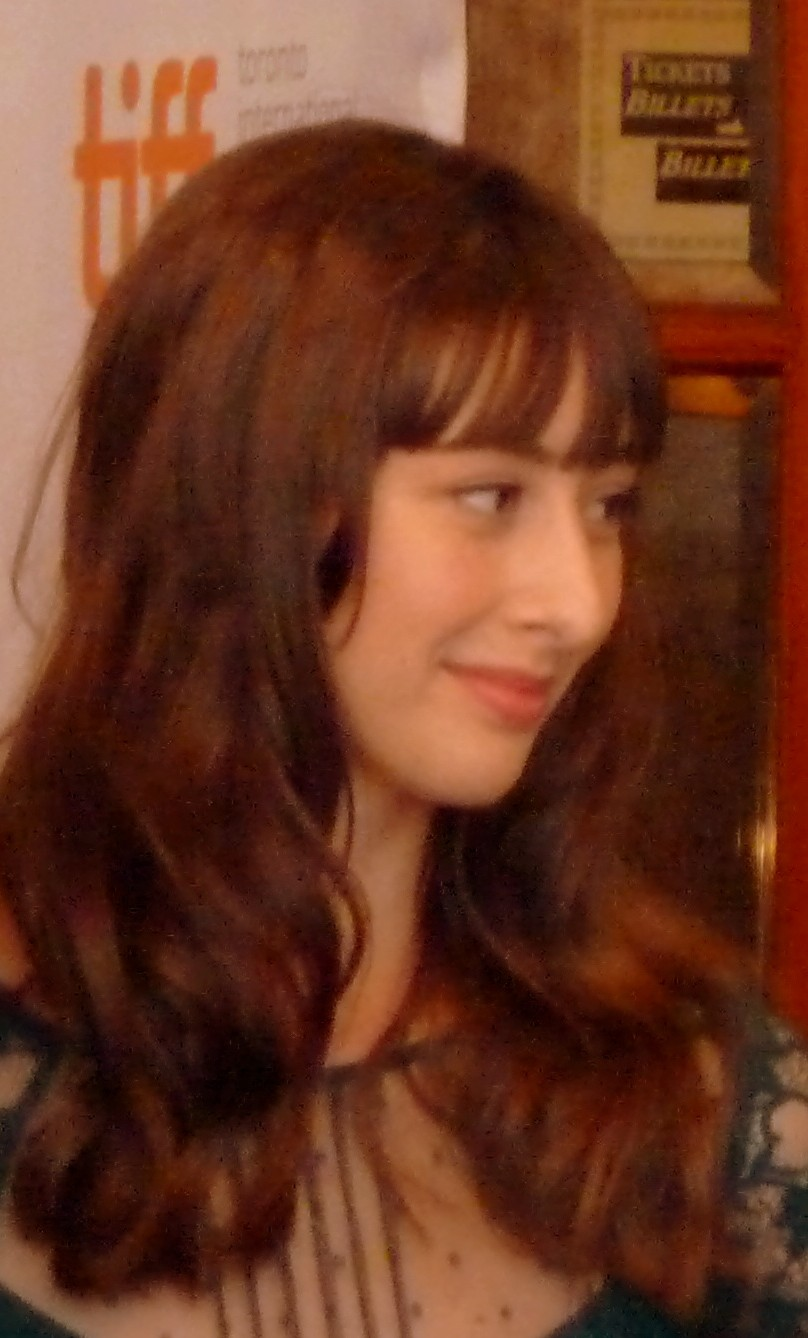

질리안 모게즈(Jillian Morgese, 1989년 9월 25일 ~ )는 미국의 배우, 영화배우이다.

## 영화
- 헛소동 (2012년) - 헤로 역